# Devotio moderna
A devotio moderna (latinul modern jámborság/lelkiség) egy keresztény lelkiségi irányzat a 14. és 15. században, amely a katolikus egyház belső, lelki és erkölcsi megújulását tűzte ki célul. A flamand misztika hatására a Geert de Groote által alapított Közös Élet Testvérei körében megszülető devotio moderna képviselői a „mindennapok misztikáját” helyezték előtérbe, melyet az érzelmi alapokon álló bensőségesség, krisztusközpontúság, a Szentírás szeretete, a kétkezi munka megbecsülése, az ifjúság nevelése, a rendszeres imádságos élet, a szegénység, valamint az erények mindennapos, az állapotbeli kötelességek teljesítésében megvalósuló gyakorlása határozott meg. A mozgalom alaptéziseit Kempis Tamás a Krisztus követése (De imitatione Christi) című művében fogalmazta meg, amellyel nagy hatást gyakorolt a középkori Nyugat lelkiségére, valamint a 16. századi katolikus megújulásra.

## Előzményei
Már a 12. és 13. században olyan új vallási igények jelentek meg a katolikus egyházon belül, amelyre sem a hagyományos lelkipásztori struktúra, sem az egyházi teológia nem tudott időben megfelelni. A klérus erkölcsi, lelki és egyházjogi fegyelmének megjavítását, valamint a laikus vallásosság erősödését megcélzó reformigények programja ("reformatio ecclesiae in capite et in membris" – "egyházi reform a főben és a tagokban") nem az újításban, hanem az eredethez való visszatérésben kívánta megvalósítani a megújulást. Az eszményképet a Szentírásban fedezték fel: az apostoli testület, valamint a jeruzsálemi ősegyház életformája lett a cél.
A főleg a Rajna-vidéken és Németországban – mind egyházi, mind laikus körökben – megjelenő új vallásosság megerősödését elősegítette az is, hogy a 13.-14. században – részben Duns Scotus és William Ockham munkásságának hatására – a skolasztikus teológia válságba került, valamint az Eckhart mester, Johannes Tauler és Heinrich Suso munkássága által fémjelzett spekulatív misztika sem tudott hatást gyakorolni a lelkiségre, és inkább az egyszerűbben érthető, az evangéliumi előírásoknak megfelelő erényes élet megvalósítása vette át ezek helyét. Az új irányzat így széles körben el tudott terjedni, nemcsak a papságon belül, hanem a világi hívők körében is. „Az emberek ekkor már nem elégedtek meg azzal, hogy valaki imádkozzék és vezekeljen értük vagy helyettük, hanem maguk is tenni akartak üdvösségükért.”

## Története
A devotio moderna 14. század végén Nyugat-Európában jelent meg mint önálló jámborsági irányzat. A korábbi vallási reformoktól eltérően a devotio moderna nem egy szerzetesrendben alakult ki, hanem – férfi és női – laikus mozgalomként jött létre. Kezdeményezőjének Geert Groote tekinthető, aki egy javadalomhalmozó kanonok volt, de 1370 körül egy karthauzi szerzetes hatására megtért, és elvonult a monnikhuizeni kolostorba. Groote misztikus olvasmányaiból arra a következtetésre jutott, hogy az Istennel való egyesülés útja a felebaráti szeretet gyakorlása a világban, és nem a világtól való elfordulás. Ezen tapasztalata alapján bűnbánati prédikációkat tartott, és 1374-ben egy fogadalom nélküli, azaz nem szerzetesi női közösséget alapított Deventerben (Közös Élet Nővérei), amelynek ideálja egy mindenki számára megvalósítható közös élet (Ghemeyn Leven) lett. Groote hatására Florentius Radewijn, egy holland diakónus, 1380 után megalapította a mozgalom férfi közösségeit (Közös Élet Testvérei, hieronimiták), valamint Groote végakaratának megfelelően 1387-ben az ágostonos regulát követő windesheimi kanonokrendet. Ezek után hamarosan további 90 házalapítás történt többnyire Németalföldön és Németországban. Különösen híres volt a Jan Standonck által Párizsban alapított Montaigu kollégium, ahol olyan egyéniségek tanultak, mint Erasmus, Kálvin és Loyolai Szent Ignác, vagy a magdeburgi iskolájuk, ahol Luther Márton tanult. A mozgalom lelkiségének magyarországi elterjedéséről tanúskodik Kempis Tamás művének a népszerűsége (Pázmány Péter fordította le magyar nyelvre), de ugyanez az eszme felbukkan a Jordánszky-kódex előszavában is. A "modern" elnevezést a kortársak adták a lelkiségnek, először Johann Busch, a windesheimi kolostor krónikása utal rájuk így.
A mozgalom szinte összes háza elveszett a reformáció során, a néhány fennmaradt férfi társaság pedig a 16-17. századi társadalmi folyamatok és a szekularizáció alatt tűnt el.